# MSC Pattensen
Der Motorsportclub Pattensen v. 1928 e. V. (MSC Pattensen) im ADAC ist ein Motorsportverein aus der Region Hannover mit Sitz in Pattensen in Niedersachsen. Er ist auf Motoball spezialisiert und spielt in der Motoball-Bundesliga – Gruppe Nord.

## Geschichte
Der Verein wurde 1928 gegründet und veranstaltete anfangs Ziel- und Orientierungsfahrten für Motorräder. Später führte er zusätzlich Grasbahnrennen und erste Motoballspiele durch. Mit dem Aufkommen des Dritten Reichs kam das Vereinsleben bis nach Ende des Zweiten Weltkriegs zum Erliegen.
Im Juni 1967 wurde der Verein ins Vereinsregister eingetragen und war zu dieser Zeit im Deutschen Motorsport Verband organisiert. Seit 1957 spielte der Verein in der Motoball-Bundesliga-Nordwest. In den Jahren 1961, 1969, 1979, 1984 und 1986 wurde der MSC Pattensen Deutscher Motoball-Vize-Meister und 1968 Deutscher Pokalmeister. In der Folge fanden zahlreiche nationale und internationale Turniere gegen Mannschaften aus Bulgarien, der UdSSR, dem Vereinigten Königreich, Frankreich, Belgien und den Niederlanden statt.
Seit 1977 ist der MSC Pattensen Ortsclub des ADAC. Ab 1989 stellte der Verein mit Jürgen Tiepelmann den Nationaltorhüter der Deutschen Motoball-Nationalmannschaft, der dabei auf 68 Einsätze zurückblicken kann. Von 1989 bis 1997 hatte der Verein eine Zweite Mannschaft. Am 8. April 1990 fand in Pattensen das erste Freundschaftsspiel gegen eine DDR-Motoball-Mannschaft, den MC Bau- und Grobkeramik Halle, statt. Seit 1996 gibt der Verein die Vereinszeitung „BALLBÜGEL“ heraus. Seit 2003 gibt es im MSC Pattensen eine Junioren-Mannschaft, die 2006, 2007 und 2008 Deutscher Jugend-Motoballmeister wurde.

## Spielstätte
Seine Turniere trug der MSC Pattensen ab Mitte der 1950er Jahre zunächst auf dem von der Stadt Pattensen zur Verfügung gestellten heutigen Schützenplatz aus.
Ab Anfang der 1960er Jahre wurde mit dem Bau der heutigen Spielstätte, der Motoball Arena Pattensen in der Rudolf-Harbig-Straße, begonnen. Das Gelände wurde von der Stadt Pattensen zur Verfügung gestellt und mit Spenden und Vereinskapital in Eigenleistung 1968 fertig gestellt. Es wurde anschließend im Rahmen eines Freundschaftsspiels gegen die bulgarische Motoball-Nationalmannschaft eröffnet und eingeweiht.
Im Jahr 1995 wurde der Bau einer Tribüne fertiggestellt. Die Motoball Arena Pattensen war, neben dem Stadion am Kanal des 1. MSC Seelze, Austragungsort der Motoball-Europameisterschaften 2000. Im selben Jahr wurde mit dem Bau eines, durch den ADAC und die Stadt Pattensen finanziell geförderten, Klubhauses begonnen, das im Dezember 2000 eingeweiht wurde.
Im August 2006 wurde, mit finanzieller Unterstützung durch verschiedene Sponsoren und der Sportstättenförderung des ADAC Niedersachsen/Sachsen-Anhalt, der Belag des Platzes entfernt und als Pflastersteindecke neu errichtet.